# فتح انگلسی از سوی امپراتوری روم

فتح انگلسی از سوی رومیان به دو تاخت و تاز به جزیرهٔ ولز می‌پردازد که در دهه‌های نخستین گشایش بریتانیا از سوی روم در سدهٔ نخست میلادی رخ داد.
از سال ۴۳ میلادی در زمان امپراتور کلادیوس، اولوس پلوتیوس لشگرهای رومی و نیروهای کمکی را برای پیرو ساختنِ دودمان‌های انگلیسی رهبری کرد ، کاری که ژولیوس سزار در ۵۴ و ۵۵ پیش از میلاد به انجام آن دست یازیده‌بود.
انگلسی که از سوی رومیان در زبان لاتین به عنوان Mona  ثبت شده‌بود ، یک کانون دینی برجسته برای دروئیدهای سلتی و مردم آن بود.
رومیان نخست بار در سال ۴۷ میلادی با دودمان‌های ولزی برخورد داشتند ولی تنها در سال ۶۰/۶۱ و دوباره در ۷۷ به جزیرهٔ انگلسی تاختند.
تاخت‌وتازِ ۶۰/۶۱ میلادی از سوی سوئتونیوس پائولینوس فرماندار بریتانیا انجام شد ، ولی با شورش دودمان ایکنی ، به رهبری بودیکا ، رومیان از جزیره بیرون رفتند.
تاخت‌وتاز دیگر در سال ۷۷ میلادی از سوی فرماندار وقت ، نئوس ژولیوس آگریکولا رهبری شد. هر دو تاخت‌وتاز از سوی تاریخ‌نگار رومی تاسیتوس بازگو شده‌است.
نخستین نمونه را می‌توان در واپسین نوشتهٔ او به نام «سالنامه» یافت که به عنوان تاریخ امپراتوری روم از زمان پادشاهی تیبریوس تا دوران نرون نوشته شده‌است.
دربارهٔ تاخت‌وتاز دوم در کتاب تاسیتوس «زندگی نئوس ژولیوس آگریکولا» جستارهایی گنجانده‌شده، کتابی که برای نگارش زندگی و دستاوردهای پدر همسر تاسیتوس نوشته شده‌است.
دو اثر تاسیتوس The Annals و The Agricola تنها نوشته‌هایی هستند که دربارهٔ این تاخت‌وتازها سخن می‌گویند و گزارشی چکیده‌وار از گشایش ولز پیش می‌نهند.
کاوش‌های باستان‌شناسی از این جزیره گواه‌های تکمیلی از بودوباش رومیان در انگلسی پس از دو تاخت‌وتاز ارائه می‌دهد.
باستان‌شناسان در سال‌های گذشته آثار و جاهای برجسته رومی در انگلسی یافته‌اند.
یکی از یافته‌های برجسته، سازهٔ متروکه سدهٔ یکم در نزدیکی خلیج جملین - در ساحل شمالی جزیره - در سال ۲۰۱۵ بود که چنین می‌نماید که یک دژ ساده رومی باشد.
همچنین کاوش‌های دیگری در این جزیره انجام شده است که گویا در پیوند با تاخت‌وتازهای انگلسی است ، مانند شهرکی در تای کوشیون و برج دیدبانی در پن برین یر-ایگلویس.

## بن‌مایه
- همکاری‌کنندگان ویکی‌پدیا، «Roman conquest of Anglesey »، ویکی‌پدیای انگلیسی، دانشنامهٔ آزاد (بازیابی ۲۹ شهریور ۱۴۰۰)